# Henry Lyte
Henry Lyte (1529 ? - 16 octobre 1607) est un botaniste et érudit antiquaire anglais. Il est surtout connu pour deux ouvrages, un herbier, A niewe Herball (1578),  traduction du Cruydeboeck de Rembert Dodoens (Anvers, 1564), et un volume historique, The Light of Britayne (1588), tous deux dédiés à  la reine Élisabeth Ire.

## Biographie

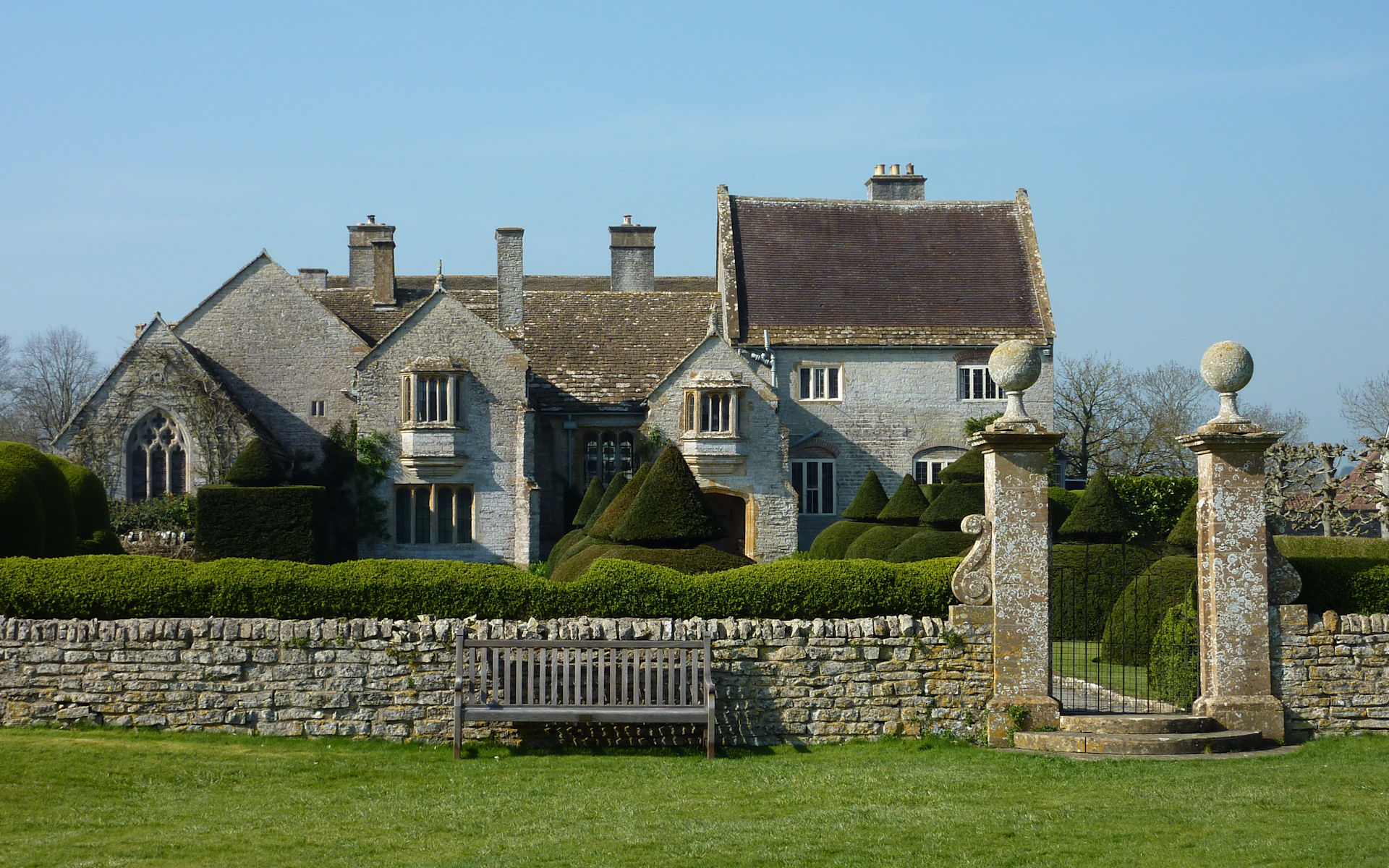
Manoir Lytes Cary.

Henry Lyte est né dans le manoir Lytes Cary (Somerset), vers 1529. Il est le deuxième fils de John Lyte, et le plus âgé survivant, et de sa première épouse, Edith Horsey, décédée en 1566. Henry Lyte a fait des études à Oxford vers 1546, mais on ne sait pas s'il a obtenu un diplôme. Anthony à Wood a écrit de lui : « Après avoir consacré quelques années à la logique et la philosophie, et à d'autres domaines de connaissances, il a voyagé dans des pays étrangers, et s'est enfin retiré dans son patrimoine, où, grâce à l'avantage d'une bonne base en littérature obtenue à l'université et à l'étranger, il est devenu érudit, excellant dans plusieurs types d'études »,.
En 1558, John Lyte cède sa propriété à Henry qui dirige le domaine de Somerset jusqu'à la mort de son père en 1576, lorsque sa belle-mère fait valoir ses droits contre lui. Henry Lyte semble avoir servi comme shérif de Somerset, ou peut-être seulement comme sous-shérif, pendant le règne de  Mary Ire, et peut-être jusqu'à la deuxième année du règne d'Elizabeth (c'est-à-dire 1559). .
Henry Lyte se marie trois fois : en septembre 1546 avec Agnes, fille et héritière de John Kelloway de Cullompton (Devon), décédée en 1564, et dont il eut cinq filles ; en juillet 1565 avec Frances, fille de John Tiptoft, citoyen de Londres, décédé en 1589, et dont il a trois fils et deux filles ; et en 1591 avec Dorothy, fille de John Gover de Somerton (Somerset), dont il a deux fils et une fille. Henry Lyte est un parent éloigné de l'antiquaire John Aubrey, qui déclare que Henry Lyte « avait une assez bonne collection de plantes pour cette époque »  bien qu'une liste existant dans le manuscrit du deuxième fils et successeur de Henry Lyte, Thomas, énumère seulement divers arbres fruitiers.

## Œuvres

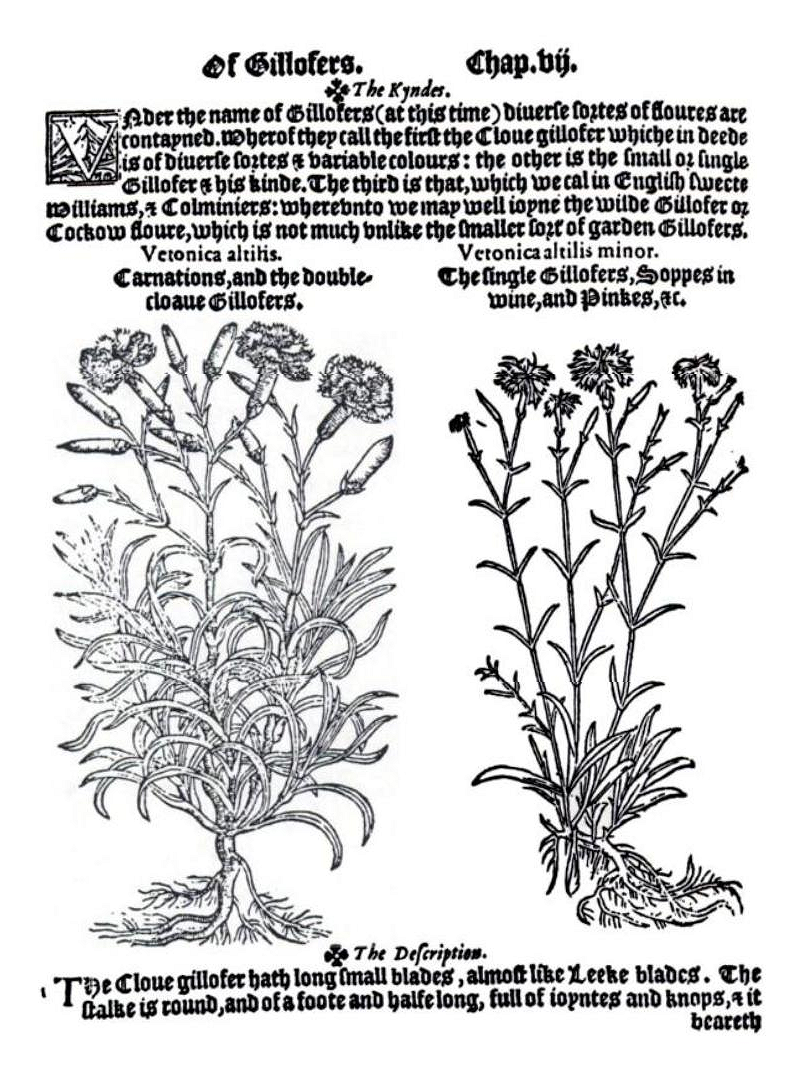
Page sur les gillofers (œillets), extraite du Niewe Herball de Henry Lyte (1578).

Le premier ouvrage  de Henry Lyte, et le plus important, est sa traduction du Cruydeboeck de Rembert Dodoens (Anvers, 1554) par l'intermédiaire de la traduction française de Charles de L'Écluse (Histoire des Plantes, 1557). Son exemplaire de l'édition française, endossée sur la page de titre « Henry Lyte m'a appris à parler anglais », se trouve maintenant au British Museum. Il porte de nombreuses annotations en latin et en anglais dans son écriture soignée, y compris des références aux travaux de Mathias de l'Obel et William Turner. La première édition de la traduction a été imprimée au format in-folio à Anvers, pour sécuriser les gravures sur bois s de l'original, les blocs étant trop lourds et trop précieux pour être transportés. Elle compte 779 pages, pour la plupart en écriture gothique, et 870 gravures dont une trentaine sont originales. Elle est intitulée « A niewe Herball or Historie of Plantes... first set foorth in the Doutche or Allmaigne tongue by that learned D. Remburt Dodoens, Physition to the Emperour: And now first translated out of French into English by Henry Lyte, Esquyer. At London by me Gerard Dewes, dwelling in Pawles Church-yarde, at the signe of the Swanne, 1578 ».
Au dos de la page de titre se trouvent les armoiries de Henry Lyte et un blason figurant « un cygne volant d'argent sur une trompette d'or », qui ne lui fut effectivement accordé par Clarenceux, roi-d'armes que l'année suivante. Suivent une dédicace à la reine Elizabeth, datée de Lytes Сarу, des versets élogieux et un portrait de Dodoens. Henry Lyte a ajouté très peu de contenu original au texte initial. Une deuxième édition, sans aucune gravure sur bois, a été imprimée à Londres par Ninian Newton in-octavo, en 1586, et une troisième par Edmund Bollifant, dans le même format, en 1595. Une édition in-folio, également sans gravure sur bois, a été publiée par Edward Griffin en 1619.
Le deuxième ouvrage de Henry Lyte est  « The Light of Britayne ; a Recorde of the honorable Originall and Antiquitie of Britaine » (1588), également dédié à Elizabeth Ire, et contenant le portrait de la reine. Son objet est de retracer la descendance des Britanniques depuis Brutus le Troyen. Henry Lyte présenta un exemplaire de cet ouvrage à la reine le 24 novembre 1588, lorsqu'elle se rendit en grand apparat à la cathédrale Saint-Paul pour rendre grâce de la défaite de l'Invincible Armada.

## Héritage
Henry Lyte est mort le 16 octobre 1607 dans la maison où il est né, le manoir Lytes Cary,  et est enterré à l'extrémité nord du transept de l'église de Charlton Mackrell. Un exemplaire de son Niewe Herball est conservé dans la maison familiale, qui est maintenant une propriété gérée par le National Trust.